# Енергетика Сербії

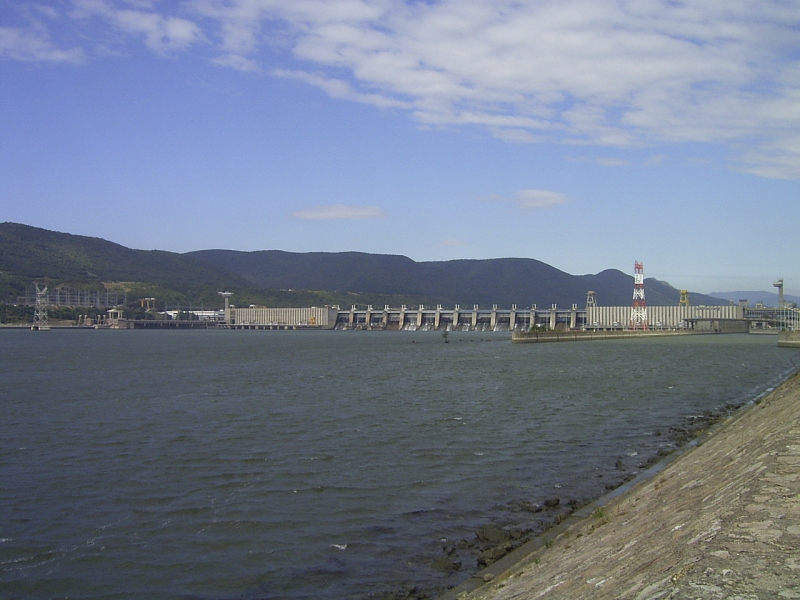
Гідроелектростанція Джердап I (2254,8 МВт., Сербія, Румунія)

Енергетика Сербії  —  галузь економіки країни, що займається питаннями забезпечення країни різними видами енергії, включаючи електроенергію, питаннями виробництва, споживання та імпорту використовуваної енергії та сировини. У зв'язку з подешевшанням традиційних джерел енергії на початку XXI століття, розвиток енергетики з використанням відновлюваних джерел енергії є для країни економічно недоцільним.

## Електроенергія

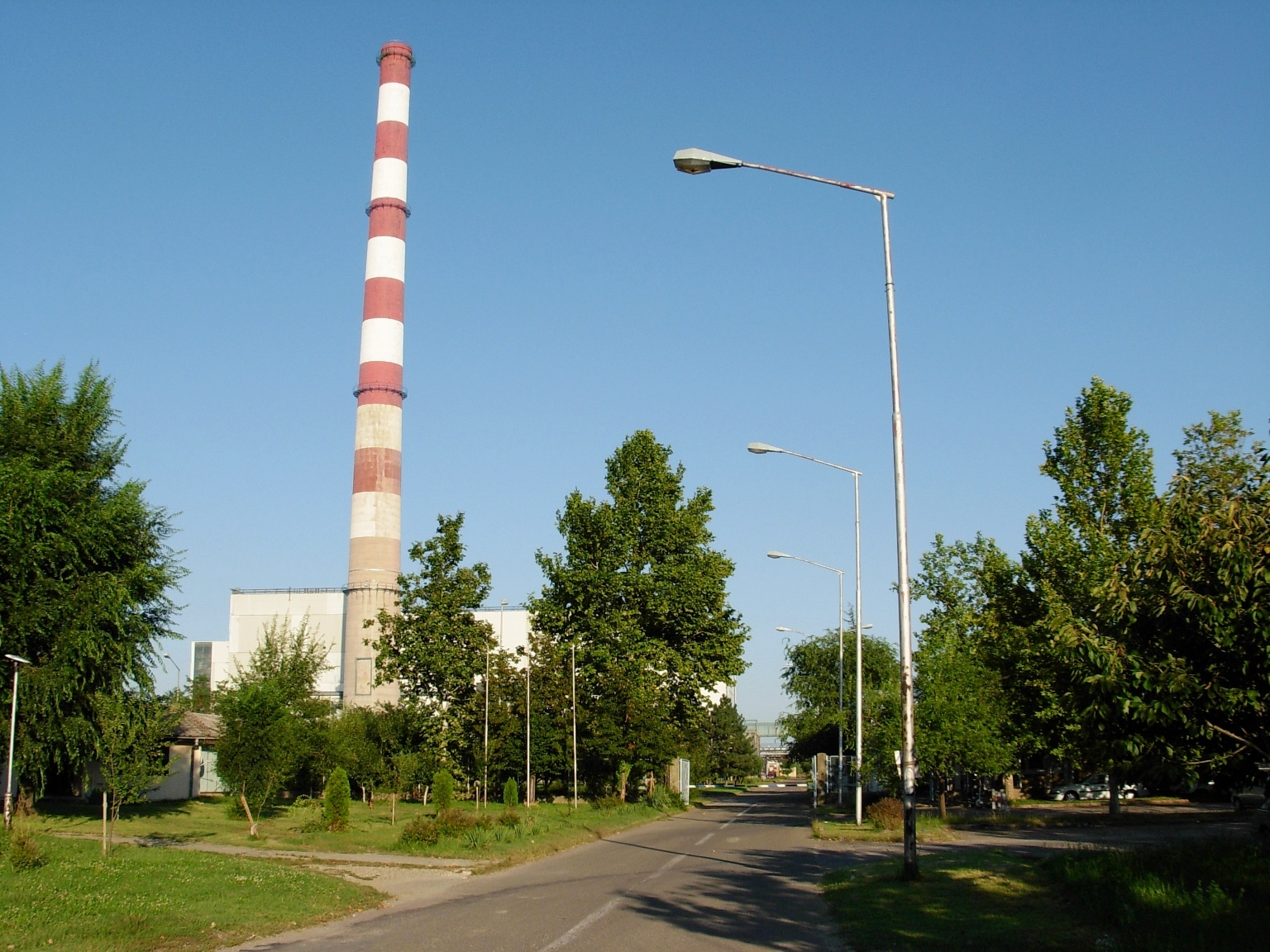
ТЕЦ у Нові-сад, Сербія

Потужність, що генерується сербськими ТЕС, становить 5 171 МВт., ТЕЦ на газовому та рідкому паливі — 353 МВт. Вітроенергетика генерує 320 МВт. електроенергії, гідроенергетика (ГЕС) — 2 835 МВт.. Головним виробником електроенергії у Сербії є компанія Електропривреда Србије. Компанія має сумарну потужність 8 379 МВт та генерує 38,9 млрд. кВт. год. електроенергії на рік.
Компанія Електропривреда Србије (ЕПС) є також найбільшим у Сербії виробником бурого вугілля. Компанія видобуває вугілля на кам'яновугільних басейнах у Колубара та Костолаце, виробляючи близько 37 млн. тонн вугілля на рік (2010). Запаси вугілля у країні становлять близько 18,1 млрд. тонн, з них близько 17,3 млрд. тонн становить буре вугілля. 
Теплоелектростанції у країні працюють на бурому вугіллі. Найбільшою ТЕЦ поблизу міста Обреновац, на південний захід від Белграду є «Нікола Тесла А» (1650 МВт., видає третину електричної потужності Сербії).  
З метою підвищення ефективності галузі за рахунок дії ринкових механізмів у сфері виробництва та постачання електроенергії, урядом Сербії у сфері електроенергетики у 2004 році був прийнятий закон "Про енергетику". Згідно з законом компанія Електропривреда Србије  займається питаннями генерування електроенергії, а споживачі купують електроенергію за регульованими тарифними цінами. Деяким покупцям, відповідно до Закону, дана можливість купувати електроенергію на відкритому ринку. На початковій стадії ринок електроенергії був відкритим для усіх клієнтів з річним споживанням електроенергії більш ніж 25 ГВт·год. 1 січня 2007 року Агентство з енергетики Республіки Сербія ухвалила рішення, за яким право на набуття статусу уповноваженого клієнта отримують усі споживачі електроенергії з річним споживанням більш ніж 3 ГВт. (приблизно 350 клієнтів). Поступове відкриття сербського ринку електроенергії буде продовжуватися доки ринок не буде цілком відкритим для усіх, включаючи населення.
В 2022 році державна енергетична компанія Elektroprivreda Srbije (EPS) вибрала підрядників, які розроблять попередній проєкт і ТЕО для ГАЕС Бистриця. А уряд Сербії розробить просторовий план території спеціального призначення для ГАЕС Бистриця та гідроелектростанції Потпеч.

## Нафта та природний газ
Нафтова індустрія Сербії займається розвідкою та видобутком нафти та газу, а також виробництвом геотермальної енергії. Запаси нафти та газу у Сербії становлять близько 400 млн. тонн, розвідані —  близько 60 млн. тонн (2006), видобувається до 1,6 млн тонн нафтового еквівалента (2011).
Компанія має у своєму розпорядженні усе необхідне обладнання для проведення цілої низки комплексних заходів, таких як проведення геофізичних робіт, контроль за видобутком нафти, газу та використанням геотермальної енергії. Більшість нафтових родовищ знаходяться на території Сербії, у області Банат. У 2011 році нафтова індустрія Сербії почала розширювати бізнес у Південно-Східній Європі: у Боснії та Герцеговині, Румунії та Угорщині.

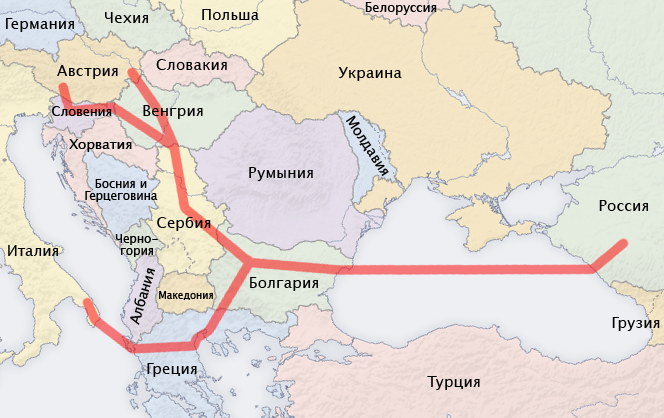
Первісний маршрут газопроводу Південний потік

Компанія володіє та керує Нафтопереробним заводом у місті Панчево (потужність 4.8 млн. тонн нафти) та Нові-сад (річна потужність 2.6 мільйонів тонн нафти), газовим заводом у Елемірі. Нафтопереробний комплекс країни виробляє увесь спектр нафтепродуктів — від моторних бензинів та дизельного палива, до мастильних масел та сировини для нафтохімії, а також мазут, дорожній та промислові бітуми та ін.
Державна нафтогазова компанія "Сербіягаз" керує газотранспортною системою країни, яка включає в себе 3 177 кілометрів магістральних та регіональних газопроводів та підземне сховище газу на 450 млн. кубометрів у районі Банатскі двор. Сербський нафтепровід «Адрія» з'єднаний з нафтопроводом «Дружба».
З часом через Сербію пройде газопровід Південний потік і через відводи  — газопровід Nabucco.

## Відновлювані джерела енергії
Встановлена потужність у гідроенергетиці (ГЕС) країни становить 2 835 МВт. Найбільшою ГЕС у країні є Джердап I, яка знаходиться у 943 км. від гирла річки Дунай на кордоні з Румунією.
Потужність вироблюваної електроенергії у вітроенергетиці становить 20 МВт. (у даний час розширюється до 320 МВт.). У Сербії ведуться роботи по використанню геотермальної та сонячної енергії. 
У даний час у Сербії 27% вироблюваної електроенергії надходить від ГЕС і лише 4% — від інших відновлюваних джерел енергії.